# Sarmatia mikani
Sarmatia mikani är en fjärilsart som beskrevs av Felder 1874. Sarmatia mikani ingår i släktet Sarmatia och familjen nattflyn. Inga underarter finns listade.